# Władysława Markiewiczówna
Władysława Markiewiczówna, nom real Władysława Markiewicz (Bochnia (Voivodia de Pequeña Polonia), 5 de febrer, 1900 - Katowice (voivodat de Silèsia), 17 de maig, 1982), va ser una pianista, compositora i professora polonesa.

## Educació
Władysława era filla de Bronisław Markiewicz, doctor en dret, vicepresident del Tribunal d'Apel·lació de Cracòvia. Va començar a aprendre a tocar el piano als cinc anys, inicialment estudiant sota la supervisió de la seva àvia i la seva mare. El 1905, la família Markiewicz es va traslladar a Rzeszów, i el 1913, a Cracòvia, on va començar la seva educació sota la supervisió del pianista i director d'orquestra Wiktor Barabasz.
Va estudiar piano al Conservatori de la Societat Musical de Cracòvia a la classe de piano de la ciutat de Kazimierz Krzyształowicz (curs intermedi, 1915–1917) i Seweryn Eisenberger (curs superior, 1917–1920), i va assistir a conferències sobre història de la música i harmonia amb Zdzisław Jachimecki. El 19 de juny va rebre un diploma del conservatori, interpretant en un recital de diploma, entre d'altres, el Concert per a piano en la menor de Robert Schumann i una peça de Władysław Żeleński en presència del compositor.
Entre els anys 1922 i 1927, va estudiar a Berlín amb Hugo Leichtentritt (composició) i Bruno Eisner (piano).

## Activitat
El 1929, després de tornar a Polònia, va començar la seva carrera de concerts –una sèrie de concerts amb Artur Malawski– i va assumir la classe de piano al Conservatori Estatal de Música de Katowice. El 1935, va formar un duet de pianos amb Stefania Allinówna, actuant juntes fins al 1960.
Va passar els anys de la Segona Guerra Mundial a Cracòvia i Varsòvia. Després de la guerra, va tornar a Katowice i va començar a treballar a l'Escola Superior Estatal de Música, amb la qual va estar associada fins al 1973. El 1958, va rebre el títol de professora, i entre els anys 1963 i 1968 va dirigir el departament de piano. Entre els seus alumnes hi havia Tadeusz Żmudziński, Kazimierz Kord, Andrzej Jasiński i Wojciech Kilar.
Va ser membre de la Unió de Compositors Polonesos i de la Societat Fryderyk Chopin.
Enterrada al cementiri de Rakowicki (secció VI, fila sud)[1].

## Comandes i decoracions
- Creu de Cavaller de l'Orde Polònia Restituta (1954)
- Creu de Plata al Mèrit (8 de maig de 1946)[1]